# Entognatha
Gli Entognatha sono una classe, parafiletica, di artropodi ametaboli che, assieme agli Insetti, formano la superclasse degli Hexapoda. 

## Descrizione
Questi piccoli artropodi sono primitivamente privi di ali, non derivano cioè da antenati alati, a differenza di quanto avviene per alcuni ordini di insetti.

La caratteristica comune, da cui deriva il nome della classe, sono le mandibole e mascelle nascoste all'interno della cavità boccale. Tra gli Entognati solo i Collembola sono dotati di occhi, caratteristicamente più primitivi di quelli degli insetti, costituiti da placche oculari formate da un massimo di otto ocelli su ciascun lato del capo. Le specie che vivono negli strati meno superficiali del suolo e in caverne sono spesso completamente cieche.

## Tassonomia
I tre ordini che compongono questa classe sono Collembola, Diplura e Protura.

C'è ormai accordo sul fatto che questi esapodi si siano evoluti indipendentemente dagli insetti. È probabile inoltre che anche l'evoluzione dei tre ordini sia avvenuta indipendentemente e che quindi gli Entognatha debbano essere considerati un gruppo parafiletico.